# Rubén Pabello Acosta
Rubén Pabello Acosta (30 de septiembre de 1910 - 14 de julio de 1999) fue un periodista, escritor, servidor público y cronista de la ciudad de Xalapa, Veracruz, México.

## Actividades
- Periodista[1]
- Ingeniero Topógrafo en el antiguo Departamento Agrario (hoy Secretaría de la Reforma Agraria (México)
- Corresponsal del diario El Universal
- Fundador de la revista La Lente
- Fundador y director del Diario de Xalapa (1943)[2] donde escribía las columnas:

Glosario del momento
Al margen de la noticia
- Cofundador de la agencia de noticias y publicidad Prensa Independiente de México S. A. (PIMSA)
- Fundador del Diario Vespertino, en Xalapa
- Fundador del Diario del Istmo, en Coatzacoalcos
- Fundador del Diario de Veracruz, luego El Universal de Veracruz.
- Colaborador de la Revista Siempre!
- Cofundador, junto con Ignacio Lemus, de la Agencia Lemus de noticias.

## Puestos públicos
- Diputado local por Misantla (1950-1953).
- Presidente municipal de Xalapa (1953-1955).
- Cronista de la ciudad de Xalapa (1989-1999).

## Reconocimientos
- Reconocimiento (1978) otorgado por el presidente de la República Mexicana.
- Premio especial del Club de Periodistas de México,[3] por su trabajo: Autodefensa y garantías del Gobernador de la República (1992)
- Gran Banda al Mérito Liberal otorgado por la Masonería Veracruzana.

## Obras
- Diario de un Policía
- Reportaje en Centroamérica
- Bocetos Antiguos de Xalapa (1991)
- Hacia una Teoría del Equilibrio.

## Homenaje a su memoria
- Centro Cultural Rubén Pabello Acosta (CCRPA)[4]
- Premio Nacional de Periodismo Rubén Pabello Acosta[5]
- Colonia Rubén Pabello Acosta en la ciudad de Xalapa
- Archivo Municipal de Xalapa "Rubén Pabello Acosta".
- Paseo del Cronista de Xalapa "Rubén Pabello Acosta".